# Heer Janszpolder (Wissenkerke)
De Heer Janszpolder  was een polder en een waterschap in de gemeente Wissenkerke op Noord-Beveland, in de Nederlandse provincie Zeeland.
Op 23 december 1694 en 19 april 1696 kregen de ambachtsheren van Geersdijk en Wissenkerke en Soelekerke en-Oud-Kampen het octrooi voor de bedijking van enkele schorren ten westen van het eiland. In 1699 was de bedijking een feit. De polder werd vernoemd naar de Ambachtsheer.
Sedert de oprichting van het afwateringswaterschap Heer Jansz. c.a. in Noord-Beveland in 1879 was de polder hierbij aangesloten.